# Tellura-EKO
A Tellura-EKO (oroszul: Теллура-ЭКО) tervezett, de meg nem valósult orosz erőforráskutató (földfigyelő) műhold. Az űreszköz a Szojuz tervezőiroda (OKB–23) elképzelése volt, amely a TKSZ űrhajón alapult volna. Funkcióját és szenzorait tekintve a Tellura-EKO a Mir űrállomás Priroda moduljához hasonló, de attól eltérően önállóan repülő űreszköz lett volna.
A műholdat spektrális érzékelővel, televíziós kamerákkal és LIDAR-ral szerelték volna fel. A fedélzeti energiaellátáshoz napelemeket terveztek, amely 5 kW teljesítményt biztosított volna a fedélzeti rendszereknek. A Tellura földfigyelő műholdat 400–450 km magasságú, 52, 65 és 72°-os inklinációjú pályára tervezték állítani Proton–M hordozórakéták segítségével. A 20 tonna körülire tervezett műhold élettartama 5 év körül alakult volna. Az első indítás 1995-ra tervezték.
A terveket végül elvetették, a műhold nem valósult meg.